# Oldřich Suchý
Oldřich Suchý (11. září 1892 Malenovice – 26. března 1973) byl československý politik a meziválečný poslanec Národního shromáždění za Republikánskou stranu zemědělského a malorolnického lidu (agrárníky).

## Biografie
Na přelomu 20. a 30. let 20. století patřil do okruhu revue Brázda (generace Brázdy), která představovala novou vnitřní skupinu v agrární straně. Působil kromě toho v Selské jízdě. Profesí byl dle údajů z roku 1935 odborovým radou zemské rady a majitelem hospodářství v Malenovicích. Měl titul doktora práv. Publikoval práce z oboru zemědělství.
Po parlamentních volbách v roce 1929 získal poslanecké křeslo za agrárníky v Národním shromáždění. Mandát ale získal až dodatečně v roce 1930 jako náhradník poté, co zemřel poslanec Otakar Srdínko. Po jeho smrti převzal jeho poslanecké křeslo Oldřich Suchý. Mandát obhájil v parlamentních volbách v roce 1935. Poslanecký post si oficiálně podržel do zrušení parlamentu roku 1939, přičemž v prosinci 1938 ještě přestoupil do poslaneckého klubu nově ustavené Strany národní jednoty. Po druhé světové válce se stal členem národněsocialistické strany, ale v parlamentních volbách v roce 1946 nakonec nekandidoval kvůli útokům ze strany komunistického tisku. Později sepsal - dosud nevydané - paměti nazvané "Začalo to lží", jež jsou uloženy v Národním archivu.